# Aleste
Aleste (アレスタ?), anche noto come Power Strike, è un videogioco sparatutto sviluppato da Compile e pubblicato nel 1988 per Sega Master System. Considerato il seguito di Zanac, il gioco è stato convertito per MSX e distribuito tramite Virtual Console. Ne esiste inoltre una versione Java per cellulari.